# Клон (митологија)
Клон је личност из грчке митологије.

## Митологија
У Вергилијевој „Енејиди“, Клон је био Еуритов син. Он је направио Палантов појас, који је узео Турно, Енејин непријатељ у Италији.